# Low fantasy

Low fantasy est le nom donné par certains spécialistes à un sous-genre de la fantasy.

## Définition
Le terme low fantasy est développé par Kenneth J. Zahorski et Robert H. Boyer pour faire opposition à celui de high fantasy,. Selon ces deux auteurs, la high fantasy se situe dans un monde fictif où la magie est naturellement présente (par exemple Le Seigneur des anneaux) tandis que la low fantasy auquel elle est mise en opposition, se situe dans un environnement apparemment normal qui est perturbé par l'apparition d'objets ou d'entités magiques (par exemple Harry Potter,).
D'autres experts indiquent que la low fantasy comprend les romans se déroulant dans un monde rationnel et familier alors que high fantasy comprend les romans se déroulant dans des royaumes magiques dans lesquels vivent des créatures magiques, ont pour contexte la lutte entre le bien et le mal et mettent en scène un personnage devant réaliser une quête.
En francophonie, les auteurs et les éditeurs regroupent les romans de high fantasy dans le genre fantasy et les romans de low fantasy dans le genre fantastique,.